# Rías Medias

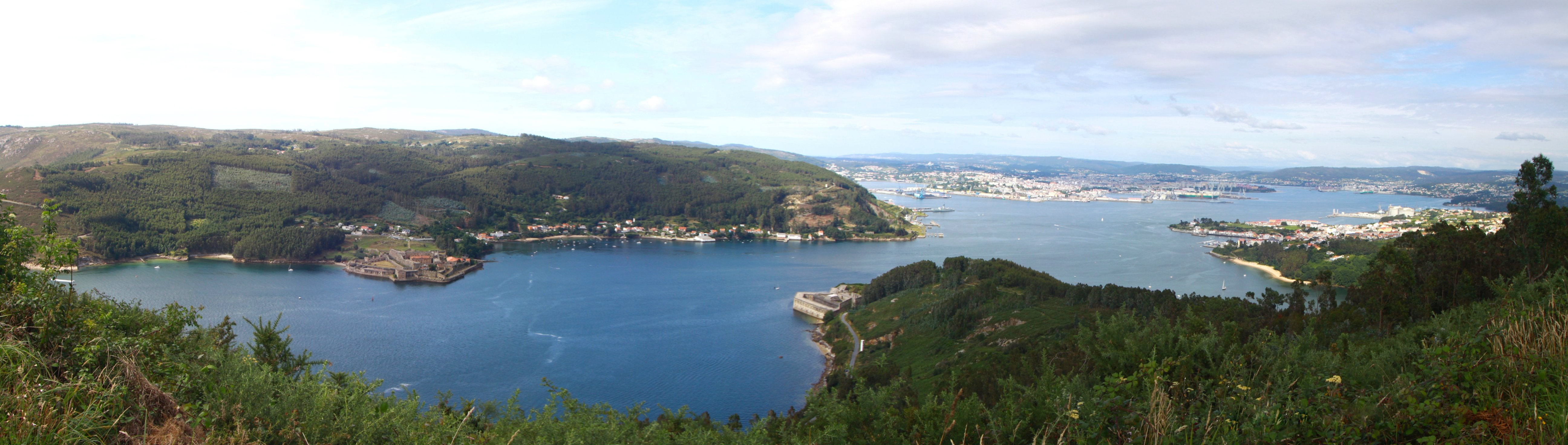
La ria de Ferrol des de Mugardos

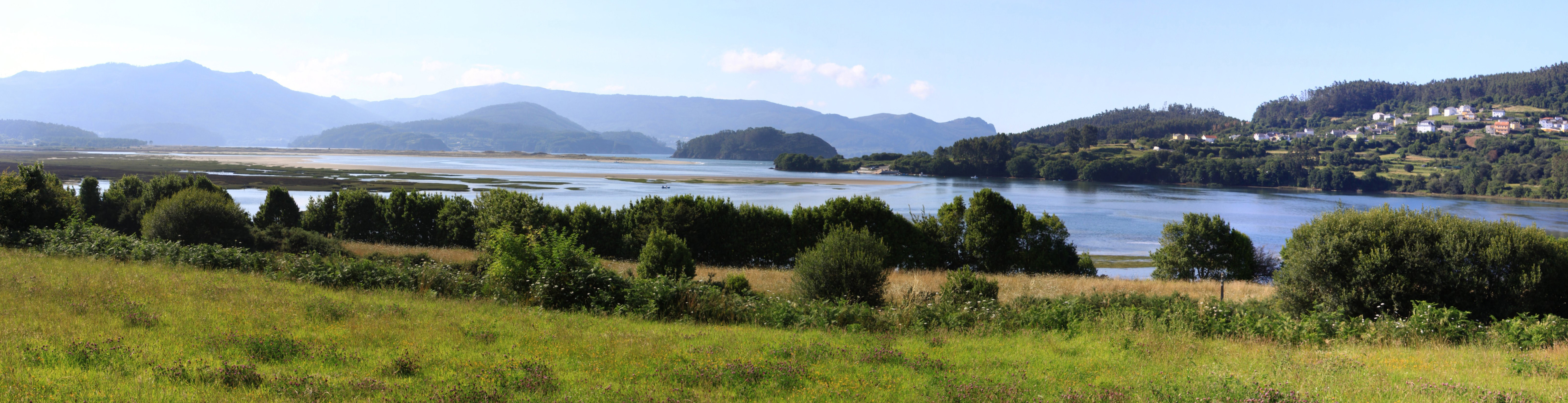
La ria d'Ortigueira, la més septentrional de les rías Medias.

Les Rías Medias (en català: Ries Mitjanes) són una part de la zona costanera de Galícia i normalment s'engloben dins les Rías Altas. Es classifiquen com a tals les situades entre Cabo Fisterra i Estaca de Bares, tram que es podria subdividir en Costa da Morte i Arc Àrtabre. Són aleshores, de sud a nord i d'oest a est:
- Ria de Camariñas.
- Ria de Corme i Laxe.
- Ria de la Corunya o Ria d'O Burgo.
- Ria de Betanzos.
- Ria d'Ares.
- Ria de Ferrol.
- Ria de Cedeira.
- Ria d'Ortigueira.

En general tenen una entrada àmplia amb relació a la seva fondària (és a dir molt exposades al mar) excepte les dues darreres amb una colmatació mitjana (Cedeira i Ortigueira tenen una colmatació elevada).